# 자와할랄 네루 스타디움 (델리)
자와할랄 네루 스타디움(영어: Jawaharlal Nehru Stadium, 힌디어: जवाहरलाल नेहरू स्टेडियम, 펀자브어: ਜਵਾਹਰਲਾਲ ਨੇਹਰੁ ਸਟੇਡਿਯਮ, 우르두어: جواہر لعل نہرو اسٹیڈیم)은 인도 뉴델리에 있는 다목적 경기장으로, 주로 축구와 크리켓, 육상 경기장, 콘서트장으로 사용되고 있다. 1982년 준공되었으며 경기장 이름은 인도의 초대 총리를 지낸 자와할랄 네루를 기념하기 위해 붙여진 이름이다. 60,000명을 수용할 수 있으며 콘서트 때에는 100,000명을 수용할 수 있다.
인도에서 세 번째로 규모가 큰 경기장이며 1982년 아시안 게임과 2010년 코먼웰스 게임 주경기장으로 선정되었다.